# Liga Campionilor la Baschet 2016-2017
Liga Campionilor la Baschet 2016-2017 va fi prima ediție a Ligii Campionilor la Baschet, o competiție de baschet masculin inter-cluburi organizată de FIBA Europe. Competiția va începe pe 27 septembrie 2016 cu tururile preliminare și se va încheia pe 30 aprilie 2017. 

## Format
Formatul competiției a suferit mai multe modificări de la prezentarea oficială din 21 martie 2016, de la Paris. Inițial, turneul ar fi avut 56 de echipe din 30 de ligi naționale. Treizeci și două de echipe ar fi jucat în sezonul regulat, din care douăzeci și patru calificate direct pe baza criteriului sportiv și opt echipe s-ar fi calificat în urma unor etape preliminare la care ar fi participat 32 de echipe. Cele 24 de echipe care ar fi pierdut în etapele preliminare ar fi urmat să fie incluse în FIBA Europe Cup 2016-2017. Cele 32 de echipe urmau să fie împărțite în 4 grupe de câte 8 echipe și să joace în sistem fiecare cu fiecare, tur-retur. Primele patru echipe din fiecare grupă urmau să se califice în runda eliminatorie, în timp ce echipele de pe locurile 5 și 6, ar fi continuat să joace în FIBA Europe Cup.
La 29 iunie 2016, conducerea competiției a confirmat participarea a 48 de echipe din 31 de țări. Etapele preliminare urmau să cuprindă 24 de echipe, 16 din ele urmând a intra din prima etapă, celelalte fiind calificare direct în etapa a doua.  Înaintea ceremoniei oficiale a tragerii la sorți de la 21 iulie 2016, de la München, numărul echipelor a fost crescut la 49, iar etapele preliminare au fost modificate pentru a include 25 de echipe. Prima etapă preliminară urma să includ 18 echipe împărțite în două urne pe baza criteriului geografic. Cele nouă câștigătoare urmau să se alăture celor șapte echipe direct calificate în etapa a doua.
La 19 august 2016, comitetul organizator a anunțat că AEK Atena, Partizan Belgrad și Stelemet Zielona Góra au fost acceptate în competiție după ce s-au retras din EuroCup ca urmare a amenințărilor cu suspendarea din partea FIBA.. Extinderea la 52 de echipa a dus la modificare formatului, cu adăugarea unei a cincea grupe (Grupa E) la sezonul regulat. În plus, cinci echipe au fost promovate din etapele preliminare în sezonul regulat, astfel că opt echipe au fost promovate în faza a doua a etapelor preliminare. Play-off-ul va inclus și o etapă în plus înainte de optimile de finală întrucât se vor califica primele patru echipe din fiecare grupă plus cele mai bune patru echipe de pe locul al cincilea). Cele cinci câștigătoare de grupe și cele mai bune trei echipe de pe locul al doilea se vor califica direct în optimile de finală, celelalte 16 echipe urmând a juca în prima etapă.

## Alocarea echipelor
Un total de 48 de echipe din 31 de ligi naționale sunt așteptate să participe la Liga Campionilor la Baschet 2016-2017. Deși iniția s-a propus să participe doar două echipe din fiecare țară și o echipă în rundele preliminare, în final turneul și-a modificat componența:
- 3 ligi naționale vor avea patru echipe calificate
- 1 ligă națională va avea trei echipe calificate
- 7 ligi naționale vor avea două echipe calificate
- 20 de ligi naționale vor avea o echipă calificată

### Distribuirea
Tabelul de mai jos prezintă lista cu accesul implicit.
|                                      |                                      | Echipe care intră în acest tur | Echipe care au avansat din turul precedent |
| ------------------------------------ | ------------------------------------ | --- | --- |
| Primul tur preliminar (16 echipe)    | Primul tur preliminar (16 echipe)    | - cele mai bine clasate 12 echipe din 12 ligi naționale - 4 echipe clasate pe locul al doilea din 4 ligi naționale | |
| Al doilea tur preliminar (16 echipe) | Al doilea tur preliminar (16 echipe) | - cele mai bine clasate 2 echipe din 2 ligi naționale - 2 echipe clasate pe locul al doilea din 2 ligi naționale - 3 echipe clasate pe locul al treilea din 3 ligi naționale - 1 echipă clasată pe locul al patrulea dintr-o ligă națională | - 8 câștigătoare din primul tur preliminar |
| Sezonul regulat (32 echipe)          | Sezonul regulat (32 echipe)          | - cele mai bine clasate 17 echipe din 17 ligi naționale - 5 echipe clasate pe locul al doilea din 5 ligi naționale - 1 echipă clasată pe locul al treilea dintr-o ligă națională - 1 câștigătoare de cupă națională dintr-o ligă națională  | - 8 câștigătoare din tururile preliminare |
| Play-off (16 echipe)                 | Play-off (16 echipe)                 | | - câștigătoarele celor 4 grupe din sezonul regulat - echipele de pe locul 2 din cele 4 grupe din sezonul regulat - echipele de pe locul 3 din cele 4 grupe din sezonul regulat - echipele de pe locul 4 din cele 4 grupe din sezonul regulat |
| Final Four (4 echipe)                | Final Four (4 echipe)                | | - cele 4 câștigătoare din play-off |

### Echipe
Numerele din paranteze arată modul cum s-a calificat fiecare echipă pentru locul său în tururile preliminare:
- Locul 1, locul 2, locul 3, locul 4, locul 5, etc.: poziția în cadrul ligii după eventualele play-off-uri
- C: Câștigătoare de cupă națională

| Sezonul regulat               | Sezonul regulat            | Sezonul regulat           | Sezonul regulat      |
| ----------------------------- | -------------------------- | ------------------------- | -------------------- |
| ASVEL (1)                     | Fraport Skyliners (3)      | Iberostar Tenerife (9)    | Neptūnas (2)         |
| Strasbourg (2)                | EWE Baskets Oldenburg (5)  | Avtodor Saratov (6)       | Telenet Oostende (1) |
| Monaco (3)[Note FRA]          | Sidigas Avellino (3)       | Mega Leks (3)             | Khimik (1)           |
| Le Mans Sarthe (C)            | Umana Reyer Venezia (4)    | Cibona (2)                | Rosa Radom (2)       |
| Banvit (5)                    | Aris (4)                   | Helios Suns (1)           | ČEZ Nymburk (1)      |
| Pınar Karșıyaka (6)           | PAOK (5)                   | Maccabi Rishon LeZion (1) | Ventspils (3)        |
| Al doilea tur preliminar      |                            |                           |                      |
| Muratbey Ușak Sportif (7)     | MHP Riesen Ludwigsburg (6) | Proximus Spirou (5)       | Lukoil Academic (1)  |
| Beșiktaș Sompo Japan (9)      | Ironi Nahariya (6)         | Szolnoki Olaj (1)         |                      |
| Primul tur preliminar         |                            |                           |                      |
| Banco di Sardegna Sassari (7) | Benfica (2)                | Rilski Sportist (3)       | Prievidza (1)        |
| Openjobmetis Varese (9)       | Mornar (2)                 | Tartu Ülikool/Rock (2)    | Bakken Bears (2)     |
| CSM Oradea (1)                | Igokea (1)                 | Donar (1)                 | Tsmoki Minsk (1)     |
| U-BT Cluj-Napoca (4)          | Juventus (4)               | Petrolina AEK Larnaca (1) |                      |
| Porto (1)                     | Kataja (5)                 | Södertälje Kings (1)      |                      |

Notes
1. ^ Franța (FRA): Monaco este un club din Principatul Monaco, dar participă în Liga Campionilor pe unul din locurile Franței.

## Datele de disputare ale meciurilor
Programul concursului este propus după cum urmează:
| Faza              | Etapa                    | Tur                        | Retur                |
| ----------------- | ------------------------ | -------------------------- | -------------------- |
| Qualifying rounds | Primul tur preliminar    | 27 septembrie 2016         | 29 septembrie 2016   |
| Qualifying rounds | Al doilea tur preliminar | 4 octombrie 2016           | 6 octombrie 2016     |
| Sezonul regulat   | Etapa 1                  | 18-19 octombrie 2016       | 18-19 octombrie 2016 |
| Sezonul regulat   | Etapa a 2-a              | 25-26 octombrie 2016       | 25-26 octombrie 2016 |
| Sezonul regulat   | Etapa a 3-a              | 1-2 noiembrie 2016         | 1-2 noiembrie 2016   |
| Sezonul regulat   | Etapa a 4-a              | 8-9 noiembrie 2016         | 8-9 noiembrie 2016   |
| Sezonul regulat   | Etapa a 5-a              | 15-16 noiembrie 2016       | 15-16 noiembrie 2016 |
| Sezonul regulat   | Etapa a 6-a              | 22-23 noiembrie 2016       | 22-23 noiembrie 2016 |
| Sezonul regulat   | Etapa a 7-a              | 29-30 noiembrie 2016       | 29-30 noiembrie 2016 |
| Sezonul regulat   | Etapa a 8-a              | 6-7 decembrie 2016         | 6-7 decembrie 2016   |
| Sezonul regulat   | Etapa a 9-a              | 13-14 decembrie 2016       | 13-14 decembrie 2016 |
| Sezonul regulat   | Etapa a 10-a             | 20-21 decembrie 2016       | 20-21 decembrie 2016 |
| Sezonul regulat   | Etapa a 11-a             | 3-4 ianuarie 2017          | 3-4 ianuarie 2017    |
| Sezonul regulat   | Etapa a 12-a             | 10-11 ianuarie 2017        | 10-11 ianuarie 2017  |
| Sezonul regulat   | Etapa a 13-a             | 17-18 ianuarie 2017        | 17-18 ianuarie 2017  |
| Sezonul regulat   | Etapa a 14-a             | 24-25 ianuarie 2017        | 24-25 ianuarie 2017  |
| Play-off          | Primul tur               | 7-8 februarie 2017         | 21-22 februarie 2017 |
| Play-off          | Optimi de finală         | 28 februarie-1 martie 2017 | 7-8 martie 2017      |
| Play-off          | Sferturi de finală       | 21-22 martie 2017          | 28-29 martie 2017    |
| Final Four        | Semifinale               | 28 aprilie 2017            | 28 aprilie 2017      |
| Final Four        | Finala                   | 30 aprilie 2017            | 30 aprilie 2017      |

## Tururile preliminare
În rundele de calificare, echipele sunt împărțite în echipe capi de serie și echipe care nu sunt capi de serie pe baza clasamentului cluburilor, și apoi trase la sorți în meciuri tur-retur. Echipele din aceeași ligă nu pot juca una împotriva celeilalte.

### Primul tur preliminar
Optsprezece echipe au fost incluse în primul tur preliminar și împărțite în două urne - Regiunea A (zece echipe) și Regiunea B (opt echipe) - și trase la sorți între ele în cadrul aceleiași urne. O dată cu extinderea competiției din august, s-a realizat și modificarea formatului, astfel că, doar patru din cele nouă meciuri urmează să se desfășoare în primul tur.
| Regiunea A | Regiunea B                                                                                           |
| --- | --- |
| Kataja Södertälje Kings Donar Juventus Porto Benfica Bakken Bears Tartu Ülikool/Rock Banco di Sardegna Sassari Openjobmetis Varese | Igokea Oradea Tsmoki Minsk Petrolina AEK Larnaca Prievidza Mornar U-BT Cluj-Napoca Rilski Sportist 0 |

Meciurile tur vor fi jucate la data de 27 septembrie, iar returul la 29 septembrie 2016.
| Echipa 1              | Scor gen. | Echipa 2           | Tur   | Retur |
| --------------------- | --------- | ------------------ | ----- | ----- |
| Donar                 | 133-141   | Tartu Ülikool/Rock | 76-76 | 57-65 |
| Rilski Sportist       | 122-146   | Tsmoki Minsk       | 58-72 | 64-74 |
| Oradea                | 144-131   | Prievidza          | 71-64 | 73-67 |
| Petrolina AEK Larnaca | 106-145   | U-BT Cluj-Napoca   | 50-78 | 56-67 |

### Al doilea tur preliminar
Șaisprezece echipe erau programate să joace al doilea tur preliminar, inclusiv cele nouă câștigătoare din primul tur și alte șapte echipe. Ca și în primul tur preliminar, echipele care intrau în competiție în turul al doilea erau fost împărțite în două grupe pe baza criteriului geografic.O dată cu extinderea competiției din august, s-a realizat și modificarea formatului, astfel că, doar trei meciuri din cele inițiale au fost păstrate, la care s-au adăugat alte patru mutate din primul tur. Cel de-al optulea meci se va juca între Bakken Bears, promovată în al doilea tur preliminar și o echipă venită din primul tur, după ce Banco di Sardegna Sassari a fost promovată în sezonul regulat.

Meciurile tur ale partidelor în care au fost implicate echipe încă din primul tur preliminar s-au jucat la data de 4 octombrie, iar returul la 6 octombrie 2016. Celelalte meciuri s-au jucat pe data de 27 septembrie (turul) și 29 septembrie (returul)
| Echipa 1              | Scor gen.  | Echipa 2            | Tur   | Retur |
| --------------------- | ---------- | ------------------- | ----- | ----- |
| Tartu Ülikool/Rock    | 137–158    | Bakken Bears        | 67–75 | 70–83 |
| Tsmoki Minsk          | 133–141[A] | Ironi Nahariya      | 66–70 | 67–71 |
| Lukoil Academic       | 123–142    | Oradea              | 75–72 | 58–70 |
| Muratbey Ușak Sportif | 178–156    | U-BT Cluj-Napoca    | 93–90 | 85–66 |
| Kataja                | 156–124    | Södertälje Kings    | 97–58 | 59–66 |
| Benfica               | 144–145    | Openjobmetis Varese | 72–75 | 72–70 |
| Porto                 | 140–160    | Juventus            | 81–83 | 59–77 |
| Igokea                | 131–152    | Mornar              | 71–69 | 60–83 |

Note

## Sezonul regulat
Cele 40 de echipe sunt trase la sorți în cinci grupe de opt, cu restricția ca echipele din aceeași ligă nu pot fi trase una împotriva celeilalte. În fiecare grupă, echipele joacă una împotriva celeilalte acasă și în deplasare în format fiecare cu fiecare. Câștigătoarele grupelor, echipele de locurile 2-4 și cele mai bune 4 de pe locul al cincilea avansează în Primul Tur, în timp ce echipele de pe locurile 6 și 7, vor juca în optimile de finală ale FIBA Eurocup. Etapele se vor juca în zilele de 18-19 octombrie, 25-26 octombrie, 1-2 noiembrie, 8-9 noiembrie, 15-16 noiembrie, 22-23 noiembrie, 29-30 noiembrie, 6-7 decembrie, 13-14 decembrie, 20-21 decembrie 2016, 3-4 ianuarie, 10-11 ianuarie, 17-18 ianuarie și 24-25 ianuarie 2017.

### Tragerea la sorți
Tragerea la sorți pentru grupele sezonului regulat a fost efectuată la 21 iulie 2016. Cele 24 de echipe direct calificate au fost împărțite în șase urne cu câte patru echipe fiecare.
Echipele din aceeași țară au fost trase la sorți în grupe diferite.
| Echipa          |
| --------------- |
| ASVEL           |
| Strasbourg      |
| Banvit          |
| Pınar Karșıyaka |

| Echipa                |
| --------------------- |
| Fraport Skyliners     |
| EWE Baskets Oldenburg |
| Sidigas Avellino      |
| Umana Reyer Venezia   |

| Echipa             |
| ------------------ |
| Aris               |
| PAOK               |
| Avtodor Saratov    |
| Iberostar Tenerife |

| Echipa                |
| --------------------- |
| Telenet Oostende      |
| Maccabi Rishon LeZion |
| ČEZ Nymburk           |
| Neptūnas              |

| Echipa      |
| ----------- |
| Khimik      |
| Helios Suns |
| Cibona      |
| Rosa Radom  |

| Echipa         |
| -------------- |
| Mega Leks      |
| Ventspils      |
| Monaco         |
| Le Mans Sarthe |

### Grupa A
| Loc | Echipa            | MJ | V  | Î  | PM   | PP   | PD   | Pct | Calificare                    |  | MON   | BAN   | ČEZ   | ARI   | FRA   | NAH   | HEL   | BAK    |
| --- | ----------------- | -- | -- | -- | ---- | ---- | ---- | --- | ----------------------------- |  | ----- | ----- | ----- | ----- | ----- | ----- | ----- | ------ |
| 1   | Monaco            | 14 | 12 | 2  | 1034 | 919  | +115 | 26  | Avansează în Optimi de finală |  | —     | 65–63 | 93–74 | 80–66 | 65–47 | 71–64 | 59–55 | 105–86 |
| 2   | Banvit            | 14 | 11 | 3  | 1130 | 1010 | +120 | 25  | Avansează în Optimi de finală |  | 79–65 | —     | 75–69 | 95–94 | 86–71 | 85–77 | 74–56 | 99–82  |
| 3   | ČEZ Nymburk       | 14 | 10 | 4  | 1124 | 1005 | +119 | 24  | Avansează în Calificări       |  | 76–66 | 86–75 | —     | 87–79 | 87–72 | 78–66 | 85–55 | 114–70 |
| 4   | Aris              | 14 | 8  | 6  | 1078 | 992  | +86  | 22  | Avansează în Calificări       |  | 62–65 | 84–78 | 83–79 | —     | 58–64 | 85–58 | 72–54 | 82–66  |
| 5   | Fraport Skyliners | 14 | 7  | 7  | 978  | 983  | −5   | 21  | Avansează în Calificări       |  | 64–70 | 70–86 | 74–61 | 81–74 | —     | 81–64 | 72–62 | 102–68 |
| 6   | Ironi Nahariya    | 14 | 5  | 9  | 1013 | 1035 | −22  | 19  | Transfer în FIBA Europe Cup   |  | 67–73 | 70–83 | 83–86 | 53–85 | 75–54 | —     | 76–61 | 101–62 |
| 7   | Helios Suns       | 14 | 2  | 12 | 834  | 947  | −113 | 16  |                               |  | 59–63 | 53–60 | 57–67 | 54–62 | 56–61 | 60–69 | —     | 78–59  |
| 8   | Bakken Bears      | 14 | 1  | 13 | 963  | 1263 | −300 | 15  |                               |  | 57–94 | 68–92 | 57–75 | 78–92 | 71–65 | 71–90 | 68–74 | —      |

### Grupa B
| Loc | Echipa                | MJ | V | Î  | PM   | PP   | PD  | Pct | Calificare                    |  | MSB   | VEN    | KSK   | AVT    | MRL   | ORA   | KAT    | KHI   |
| --- | --------------------- | -- | - | -- | ---- | ---- | --- | --- | ----------------------------- |  | ----- | ------ | ----- | ------ | ----- | ----- | ------ | ----- |
| 1   | Le Mans Sarthe        | 14 | 9 | 5  | 1029 | 938  | +91 | 23  | Avansează în Optimi de finală |  | —     | 68–49  | 65–61 | 81–85  | 80–72 | 72–61 | 57–74  | 68–49 |
| 2   | Umana Reyer Venezia   | 14 | 9 | 5  | 1033 | 1030 | +3  | 23  | Avansează în Calificări       |  | 74–62 | —      | 75–61 | 106–91 | 73–61 | 89–78 | 78–68  | 73–59 |
| 3   | Pınar Karșıyaka       | 14 | 9 | 5  | 1046 | 963  | +83 | 23  | Avansează în Calificări       |  | 66–79 | 99–59  | —     | 78–65  | 84–75 | 79–50 | 66–84  | 77–70 |
| 4   | Avtodor Saratov       | 14 | 7 | 7  | 1190 | 1147 | +43 | 21  | Avansează în Calificări       |  | 78–95 | 102–67 | 74–76 | —      | 81–71 | 59–65 | 113–84 | 93–80 |
| 5   | Maccabi Rishon LeZion | 14 | 7 | 7  | 1000 | 996  | +4  | 21  | Avansează în Calificări       |  | 73–65 | 79–61  | 78–69 | 74–98  | —     | 69–56 | 69–88  | 74–48 |
| 6   | Oradea                | 14 | 6 | 8  | 959  | 1047 | −88 | 20  | Transfer în FIBA Europe Cup   |  | 60–79 | 69–73  | 56–69 | 96–85  | 69–64 | —     | 101–91 | 69–66 |
| 7   | Kataja                | 14 | 6 | 8  | 1091 | 1131 | −40 | 20  | Transfer în FIBA Europe Cup   |  | 77–76 | 68–92  | 73–83 | 97–86  | 64–72 | 74–80 | —      | 61–76 |
| 8   | Khimik                | 14 | 3 | 11 | 929  | 1025 | −96 | 17  |                               |  | 59–82 | 65–64  | 60–78 | 77–80  | 60–69 | 78–49 | 82–88  | —     |

### Grupa C
| Loc | Echipa                | MJ | V  | Î  | PM   | PP   | PD   | Pct | Calificare                    |       | ASV   | NEP   | OLD   | PAO   | VEN   | USA    | VAR   | RAD   |
| --- | --------------------- | -- | -- | -- | ---- | ---- | ---- | --- | ----------------------------- | ----- | ----- | ----- | ----- | ----- | ----- | ------ | ----- | ----- |
| 1   | ASVEL                 | 14 | 10 | 4  | 1063 | 977  | +86  | 24  | Avansează în Optimi de finală |       | —     | 68–64 | 76–69 | 70–56 | 83–68 | 83–69  | 86–70 | 87–67 |
| 2   | Neptūnas              | 14 | 10 | 4  | 1051 | 958  | +93  | 24  | Avansează în Optimi de finală |       | 81–67 | —     | 69–73 | 68–63 | 84–68 | 103–88 | 94–60 | 66–63 |
| 3   | EWE Baskets Oldenburg | 14 | 10 | 4  | 1070 | 983  | +87  | 24  | Avansează în Calificări       |       | 79–81 | 63–64 | —     | 67–62 | 87–73 | 106–77 | 78–53 | 73–71 |
| 4   | PAOK                  | 14 | 7  | 7  | 1031 | 990  | +41  | 21  | Avansează în Calificări       |       | 61–67 | 82–73 | 79–82 | —     | 85–81 | 59–52  | 78–69 | 85–66 |
| 5   | Ventspils             | 14 | 7  | 7  | 1061 | 1057 | +4   | 21  | Avansează în Calificări       |       | 77–72 | 66–61 | 76–77 | 54–84 | —     | 97–86  | 91–66 | 74–53 |
| 6   | Muratbey Ușak Sportif | 14 | 5  | 9  | 1056 | 1092 | −36  | 19  | Transfer în FIBA Europe Cup   |       | 70–58 | 65–67 | 60–65 | 78–77 | 74–69 | —      | 87–64 | 96–76 |
| 7   | Openjobmetis Varese   | 14 | 4  | 10 | 981  | 1123 | −142 | 18  |                               |       | 83–82 | 67–86 | 76–71 | 70–75 | 82–88 | 85–77  | —     | 62–69 |
| 8   | Rosa Radom            | 14 | 3  | 11 | 959  | 1092 | −133 | 17  |                               | 63–83 | 65–71 | 66–70 | 93–85 | 63–79 | 83–77 | 61–74  | —     |       |

### Grupa D
| Loc | Echipa             | MJ | V  | Î  | PM   | PP   | PD   | Pct | Calificare                    |       | TFE   | AVE   | SIG   | JUV   | BCO   | CIB    | MEG   | MOR    |
| --- | ------------------ | -- | -- | -- | ---- | ---- | ---- | --- | ----------------------------- | ----- | ----- | ----- | ----- | ----- | ----- | ------ | ----- | ------ |
| 1   | Iberostar Tenerife | 14 | 11 | 3  | 1135 | 948  | +187 | 25  | Avansează în Optimi de finală |       | —     | 66–78 | 66–70 | 79–57 | 64–57 | 106–84 | 73–59 | 103–57 |
| 2   | Sidigas Avellino   | 14 | 10 | 4  | 1048 | 961  | +87  | 24  | Avansează în Optimi de finală |       | 75–76 | —     | 72–69 | 74–64 | 72–77 | 75–57  | 85–61 | 53–60  |
| 3   | Strasbourg         | 14 | 9  | 5  | 1069 | 977  | +92  | 23  | Avansează în Calificări       |       | 72–75 | 63–57 | —     | 86–61 | 74–64 | 71–56  | 68–59 | 93–62  |
| 4   | Juventus           | 14 | 8  | 6  | 1066 | 1096 | −30  | 22  | Avansează în Calificări       |       | 71–93 | 75–85 | 91–84 | —     | 81–71 | 104–82 | 85–78 | 60–53  |
| 5   | Telenet Oostende   | 14 | 6  | 8  | 995  | 991  | +4   | 20  | Transfer în FIBA Europe Cup   |       | 66–62 | 73–78 | 65–66 | 59–69 | —     | 82–70  | 82–74 | 80–60  |
| 6   | Cibona             | 14 | 5  | 9  | 1082 | 1155 | −73  | 19  | Transfer în FIBA Europe Cup   |       | 57–85 | 83–84 | 93–88 | 81–72 | 71–77 | —      | 87–77 | 90–72  |
| 7   | Mega Leks          | 14 | 4  | 10 | 1016 | 1112 | −96  | 18  |                               |       | 73–98 | 70–84 | 86–82 | 77–79 | 76–70 | 81–79  | —     | 60–53  |
| 8   | Mornar             | 14 | 3  | 11 | 962  | 1133 | −171 | 17  |                               | 72–89 | 67–76 | 70–83 | 73–75 | 74–72 | 81–92 | 87–85  | —     |        |

### Grupa E
| Loc | Echipa                    | MJ | V  | Î  | PM   | PP   | PD   | Pct | Calificare                    |  | BJK   | AEK   | PAR   | LUD   | DSS    | SPI   | ZGA   | SZO   |
| --- | ------------------------- | -- | -- | -- | ---- | ---- | ---- | --- | ----------------------------- |  | ----- | ----- | ----- | ----- | ------ | ----- | ----- | ----- |
| 1   | Beșiktaș Sompo Japan      | 14 | 12 | 2  | 1178 | 1050 | +128 | 26  | Avansează în Optimi de finală |  | —     | 82–68 | 77–62 | 88–85 | 100–70 | 68–66 | 85–66 | 89–74 |
| 2   | AEK Atena                 | 14 | 9  | 5  | 1107 | 992  | +115 | 23  | Avansează în Calificări       |  | 78–88 | —     | 91–81 | 82–72 | 78–58  | 89–69 | 71–64 | 92–49 |
| 3   | Partizan NIS              | 14 | 8  | 6  | 1038 | 1046 | −8   | 22  | Avansează în Calificări       |  | 86–71 | 65–69 | —     | 86–82 | 87–88  | 70–84 | 58–56 | 77–67 |
| 4   | MHP Riesen Ludwigsburg    | 14 | 8  | 6  | 1150 | 1058 | +92  | 22  | Avansează în Calificări       |  | 89–83 | 72–67 | 64–65 | —     | 75–78  | 88–66 | 87–77 | 99–56 |
| 5   | Banco di Sardegna Sassari | 14 | 7  | 7  | 1099 | 1108 | −9   | 21  | Avansează în Calificări       |  | 74–75 | 80–78 | 99–85 | 79–80 | —      | 95–75 | 74–70 | 97–88 |
| 6   | Proximus Spirou           | 14 | 6  | 8  | 1040 | 1113 | −73  | 20  | Transfer în FIBA Europe Cup   |  | 75–92 | 58–80 | 63–65 | 78–96 | 63–57  | —     | 86–69 | 92–87 |
| 7   | Stelmet Zielona Góra      | 14 | 4  | 10 | 1020 | 1084 | −64  | 18  | Transfer în FIBA Europe Cup   |  | 66–84 | 78–75 | 80–81 | 72–70 | 81–78  | 83–86 | —     | 83–63 |
| 8   | Szolnoki Olaj             | 14 | 2  | 12 | 1020 | 1201 | −181 | 16  |                               |  | 91–96 | 76–89 | 55–70 | 81–91 | 73–72  | 74–79 | 86–75 | —     |

### Clasamentul echipelor de pe locul al doilea
| Loc | Grp | Echipa              | MJ | V  | Î | PM   | PP   | PD   | Pct | Calificare                    |
| --- | --- | ------------------- | -- | -- | - | ---- | ---- | ---- | --- | ----------------------------- |
| 1   | A   | Banvit              | 14 | 11 | 3 | 1130 | 1010 | +120 | 25  | Avansează în Optimi de finală |
| 2   | C   | Neptūnas            | 14 | 10 | 4 | 1051 | 958  | +93  | 24  | Avansează în Optimi de finală |
| 3   | D   | Sidigas Avellino    | 14 | 10 | 4 | 1048 | 961  | +87  | 24  | Avansează în Optimi de finală |
| 4   | E   | AEK Athens          | 14 | 9  | 5 | 1107 | 992  | +115 | 23  | Avansează în Calificări       |
| 5   | B   | Umana Reyer Venezia | 14 | 9  | 5 | 1033 | 1030 | +3   | 23  | Avansează în Calificări       |

### Clasamentul echipelor de pe locul al cincilea
| Loc | Grp | Echipa                    | MJ | V | Î | PM   | PP   | PD | Pct | Calificare                  |
| --- | --- | ------------------------- | -- | - | - | ---- | ---- | -- | --- | --------------------------- |
| 1   | C   | Ventspils                 | 14 | 7 | 7 | 1061 | 1057 | +4 | 21  | Avansează în Calificări     |
| 2   | B   | Maccabi RM Rishon LeZion  | 14 | 7 | 7 | 1000 | 996  | +4 | 21  | Avansează în Calificări     |
| 3   | A   | Fraport Skyliners         | 14 | 7 | 7 | 978  | 983  | −5 | 21  | Avansează în Calificări     |
| 4   | E   | Banco di Sardegna Sassari | 14 | 7 | 7 | 1099 | 1108 | −9 | 21  | Avansează în Calificări     |
| 5   | D   | Telenet Oostende          | 14 | 6 | 8 | 995  | 991  | +4 | 20  | Transfer în FIBA Europe Cup |

### Clasamentul echipelor de pe locul al șaptelea
| Loc | Grp | Echipa               | MJ | V | Î  | PM   | PP   | PD   | Pct | Calificare                  |
| --- | --- | -------------------- | -- | - | -- | ---- | ---- | ---- | --- | --------------------------- |
| 1   | B   | Kataja               | 14 | 6 | 8  | 1091 | 1131 | −40  | 20  | Transfer în FIBA Europe Cup |
| 2   | E   | Stelmet Zielona Góra | 14 | 4 | 10 | 1020 | 1084 | −64  | 18  | Transfer în FIBA Europe Cup |
| 3   | D   | Mega Leks            | 14 | 4 | 10 | 1016 | 1112 | −96  | 18  |                             |
| 4   | C   | Openjobmetis Varese  | 14 | 4 | 10 | 981  | 1123 | −142 | 18  |                             |
| 5   | A   | Helios Suns          | 14 | 2 | 12 | 834  | 947  | −113 | 16  |                             |

## Play-off
În play-off, echipele joacă una împotriva celeilalte în sistem tur-retur. Astfel, scorul dintr-un joc poate fi egal. 
1. Echipa care a terminat pe locul superior în sezonul regulat va juca returul pe teren propriu.
2. În cazul în care ambele echipe sunt pe același loc în sezonul regulat, echipa cu cele mai multe victorii din sezonul regulat va juca al doilea joc pe teren propriu.
3. În caz de egalitate atât în ceea ce privește locul, cât și victoriile, echipa cu diferența mai mare de punct din sezonul regulat va juca al doilea pe teren propriu.

### Optimi de finală
Meciurile tur vor fi jucate la data de 2 martie, iar returul la 9 martie 2017.
| Echipa 1 | Scor gen. | Echipa 2 | Tur   | Retur |
| -------- | --------- | -------- | ----- | ----- |
|          | –         |          | 4 Oct | 6 Oct |
|          | –         |          | 4 Oct | 6 Oct |
|          | –         |          | 4 Oct | 6 Oct |
|          | –         |          | 4 Oct | 6 Oct |
|          | –         |          | 4 Oct | 6 Oct |
|          | –         |          | 4 Oct | 6 Oct |
|          | –         |          | 4 Oct | 6 Oct |
|          | –         |          | 4 Oct | 6 Oct |

### Sferturi de finală
Meciurile tur vor fi jucate la data de 23 martie, iar returul la 30 martie 2017.
| Echipa 1 | Scor gen. | Echipa 2 | Tur   | Retur |
| -------- | --------- | -------- | ----- | ----- |
|          | –         |          | 4 Oct | 6 Oct |
|          | –         |          | 4 Oct | 6 Oct |
|          | –         |          | 4 Oct | 6 Oct |
|          | –         |          | 4 Oct | 6 Oct |

## Final Four
Final Four este ultima fază a sezonului și are loc la un sfârșit de săptămână. Jocurile din semifinale se joacă vineri seara. Duminica începe cu meciul pentru locul al treilea, urmat de finala.